# Eleccions regionals de Sardenya de 1965
Les eleccions regionals per a renovar el Consell Regional de Sardenya se celebraren el 13 de juny de 1965. La participació fou del 84,9%.
| ← Eleccions regionals de Sardenya, 1965 →                 |         |        |        |
| Partits                                                   | vots    | %      | escons |
| Democràcia Cristiana Italiana (DC)                        | 303.654 | 43,4%  | 35     |
| Partit Comunista Italià (PCI)                             | 143.395 | 20,5%  | 15     |
| Partit Socialista Italià (PSI)                            | 48.278  | 6,9%   | 5      |
| Partit Sard d'Acció -Partit Republicà Italià (PSd'Az-PRI) | 44.621  | 6,4%   | 5      |
| Partit Liberal Italià (PLI)                               | 42.990  | 6,1%   | 3      |
| Partit Socialista Democràtic Italià (PSDI)                | 37.935  | 5,4%   | 3      |
| Moviment Social Italià (MSI)                              | 31.858  | 4,6%   | 3      |
| Partit Socialista Italià d'Unitat Proletària (PSIUP)      | 26.295  | 3,8%   | 1      |
| Partit Democràtic Italià d'Unitat Monàrquica (PDIUM)      | 20.463  | 2,9%   | 2      |
| Totale                                                    | 699.489 | 100,00 | 72     |

Font Web del consell regional de Sardenya